# Ronde van Spanje 2024/Derde etappe
De derde etappe van de Ronde van Spanje 2024 werd op 19 augustus verreden van Lousã naar Castelo Branco. Het was de laatste rit die in Portugal werd verreden en had een lengte van 191 kilometer. De etappe werd gewonnen door Wout Van Aert van het Team Visma-Lease a Bike team. Hij versloeg de winnaar van de eerste etappe Kaden Groves, die tweede werd. Na een derde en een tweede plaats, had Van Aert het hoogste schavotje opgeëist, en stond nu ook als leider in het puntenklassement.

## Uitslag
| Lousã – Castelo Branco (191 km) |                    |                           |          |
| Plaats                          | Naam               | Ploeg                     | Tijd     |
| Winnaar                         | Wout Van Aert      | Team Visma-Lease a Bike   | 4u40'42" |
| 2                               | Kaden Groves       | Alpecin-Deceuninck        | z.t.     |
| 3                               | Jon Aberasturi     | Euskaltel-Euskadi         | z.t.     |
| 4                               | Arne Marit         | Intermarché-Wanty         | z.t.     |
| 5                               | Pavel Bittner      | Team dsm-firmenich PostNL | z.t.     |
| 6                               | Corbin Strong      | Israel-Premier Tech       | z.t.     |
| 7                               | Arjen Livyns       | Lotto Dstny               | z.t.     |
| 8                               | Bryan Coquard      | Cofidis                   | z.t.     |
| 9                               | Antonio Jesús Soto | Equipo Kern Pharma        | z.t.     |
| 10                              | Carlos Canal       | Movistar                  | z.t.     |
|                                 |                    |                           |          |
| 16                              | Ide Schelling      | Astana Qazaqstan          | z.t.     |

| Algemeen klassement |                 |                            |           |
| Plaats              | Naam            | Ploeg                      | Tijd      |
| Rode trui           | Wout Van Aert   | Team Visma-Lease a Bike    | 10u05'59" |
| 2                   | Brandon McNulty | UAE Team Emirates          | + 13"     |
| 3                   | Mathias Vacek   | Lidl-Trek                  | + 15"     |
| 4                   | Stefan Küng     | Groupama-FDJ               | + 19"     |
| 5                   | Edoardo Affini  | Team Visma-Lease a Bike    | + 21"     |
| 6                   | Mauro Schmid    | Team Jayco AlUla           | 29"       |
| 7                   | Primož Roglič   | BORA-hansgrohe             | + 30"     |
| 8                   | Bruno Armirail  | Decathlon AG2R La Mondiale | + 31"     |
| 9                   | João Almeida    | UAE Team Emirates          | + 32"     |
| 10                  | Nelson Oliveira | Movistar                   | + 33"     |
|                     |                 |                            |           |
| 22                  | Thymen Arensman | INEOS Grenadiers           | 42"       |

## Nevenklassementen
| Puntenklassement |                 |                         |        |
| Plaats           | Naam            | Ploeg                   | Punten |
| Groene trui      | Wout Van Aert   | Team Visma-Lease a Bike | 98     |
| 2                | Kaden Groves    | Alpecin-Deceuninck      | 90     |
| 3                | Luis Ángel Maté | Euskaltel-Euskadi       | 35     |
| 4                | Corbin Strong   | Israel-Premier Tech     | 35     |
| 5                | Jon Aberasturi  | Euskaltel-Euskadi       | 34     |

| Bergklassement        |                 |                    |        |
| Plaats                | Naam            | Ploeg              | Punten |
| Bolletjestrui (blauw) | Luis Ángel Maté | Euskaltel-Euskadi  | 9      |
| 2                     | Xabier Isasa    | Euskaltel-Euskadi  | 3      |
| 3                     | Ibon Ruiz       | Equipo Kern Pharma | 3      |
| 4                     | Stefan Küng     | Groupama-FDJ       | 2      |
| 5                     | Roger Adrià     | BORA-hansgrohe     | 1      |

| Jongerenklassement |                   |                         |           |
| Plaats             | Naam              | Ploeg                   | Tijd      |
| Witte trui         | Mathias Vacek     | Lidl-Trek               | 10u06'14" |
| 2                  | Mauro Schmid      | Team Jayco AlUla        | + 14"     |
| 3                  | Florian Lipowitz  | BORA-hansgrohe          | + 19"     |
| 4                  | Mattias Skjelmose | Lidl-Trek               | + 20"     |
| 5                  | Filippo Baroncini | UAE Team Emirates       | + 20"     |
|                    |                   |                         |           |
| 9                  | Thymen Arensman   | INEOS Grenadiers        | + 27"     |
| 13                 | Cian Uijtdebroeks | Team Visma-Lease a Bike | + 43"     |

| Ploegenklassement |                         |           |
| Plaats            | Ploeg                   | Tijd      |
|                   | UAE Team Emirates       | 30u19'19" |
| 2                 | Lidl-Trek               | + 12"     |
| 3                 | Team Visma-Lease a Bike | + 13"     |
| 4                 | BORA-hansgrohe          | + 24"     |
| 5                 | INEOS Grenadiers        | + 40"     |

1e etappe ·
2e etappe ·
3e etappe ·
4e etappe ·
5e etappe ·
6e etappe ·
7e etappe ·
8e etappe ·
9e etappe ·
10e etappe ·
11e etappe ·
12e etappe ·
13e etappe ·
14e etappe ·
15e etappe ·
16e etappe ·
17e etappe ·
18e etappe ·
19e etappe ·
20e etappe ·
21e etappe
Startlijst · Eindstanden · Afbeeldingen